# Коффин, Рой
Рой Ридделл Коффин (англ. Roy Riddell Coffin; 10 мая 1898, Филадельфия, Пенсильвания — 10 ноября 1982, Лоуэр-Мерион, Пенсильвания) — американский хоккеист на траве, защитник. Бронзовый призёр летних Олимпийских игр 1932 года.

## Биография
Рой Коффин родился 10 мая 1898 года в американском городе Филадельфия.
Играл за крикетный клуб «Джермантаун» из Филадельфии.
Участвовал в Первой мировой войне в её последний год, служил в военно-морских силах.
Учился в колледже в Бетлехеме в Пенсильвании.
В 1932 году вошёл в состав сборной США по хоккею на траве на летних Олимпийских играх в Лос-Анджелесе и завоевал бронзовую медаль. Играл в поле, провёл 1 матч, мячей не забивал.
Работал в брокерской сфере.
Умер 10 ноября 1982 года в американском городе Лоуэр-Мерион.